# Soyuz TMA-18
Soyuz TMA-18 foi uma das missões do programa Soyuz à Estação Espacial Internacional, sendo a 105.ª missão tripulada do programa, desde o início das missões tripuladas Soyuz em 1967. O lançamento foi no dia 2 de abril de 2010 e a nave acoplou-se com a ISS às 05:25 UTC de 4 de abril. A  cápsula espacial permaneceu em órbita até 25 de setembro de 2010.

## Tripulação
| Posição             | Cosmo/Astronauta   |
| ------------------- | ------------------ |
| Comandante          | Alexandr Skvortsov |
| Engenheira de voo 1 | Tracy Caldwell     |
| Engenheiro de voo 2 | Mikhail Kornienko  |

## Parâmetros da Missão
- Massa: 7.250 kg
- Perigeu: 350 km
- Apogeu: 361 km
- Inclinação: 51,60°
- Período orbital: 91,60 minutos

## Missão
A nave leva os integrantes da tripulação internacional da Expedição 23, os cosmonautas russos Alexandr Skvortsov  e Mikhail Kornienko e a astronauta norte-americana Tracy Caldwell. Ela permaneceu acoplada à Estação Espacial durante os cinco meses previstos de duração das Expedições 23 e 24, servindo como veículo de escape de emergência.

## Lançamento e acoplagem
Após o bem sucedido lançamento do Cosmódromo de Baikonur em 2 de abril de 2010,  a nave sofreu alguns problemas de comunicação ainda na atmosfera, o que tornou impossível aos controladores de voo em terra qualquer contato com ela até que a órbita preliminar fosse alcançada. Porém, uma transmissão contínua de imagens de uma câmera a bordo mostrava que a tripulação estava resguardada em segurança no seu caminho ao espaço. Ao alcançar a órbita baixa, a nave abriu suas antenas e os painéis solares de geração de energia e passou os dois dias seguintes orbitando a Terra em seu caminho de aproximação com a Estação Espacial Internacional.
A nave aportou no dia 4 de abril, no atracamento do módulo Poisk, e cerca de uma hora após os procedimentos técnicos a escotilha foi aberta e a tripulação entrou na ISS. Depois de cerimônia de recepção, houve um contato da tripulação com autoridades, diretores da Agência Espacial Russa e suas famílias direto do centro de controle em Korolev, na Rússia.

## Problemas na desacoplagem
Programada para o início do dia 24 de setembro, a separação da nave da ISS foi prorrogada por várias horas devido a dificuldades neste procedimento. Os cosmonautas encontraram problemas na vedação da escotilha e foram obrigadas a abri-la novamente para uma inspeção do problema. A escotilha foi novamente selada mas o engenheiro de voo da Expedição 24, Fyodor Yurchikhin, não conseguiu confirmar este selo pelo computador dentro da ISS. Após uma verificação técnica do controle de voo em Terra, o selamento da escotilha foi confirmado.
Não ficou claro o que causou o problema, mas Yurchikhin relatou depois que encontrou uma pequena peça do mecanismo flutuando quando ele retirou uma capa do sistema de acoplagem. Com isso, uma segunda janela de aterrissagem no Casaquistão foi perdida às 04:35 UTC e a tripulação voltou a bordo da ISS em espera de nova oportunidade.

## Aterrissagem
Marcando o fim do voo da Soyuz TMA-18 e da Expedição 24 na Estação Espacial Internacional, a nave finalmente desacoplou-se com sucesso na madrugada de 25 de setembro do módulo de serviço Zvezda, e aterrizou às 05:23 GMT nas planícies ao redor de Arkalyk, no Casaquistão, após a missão de 176 dias no espaço.

## Galeria

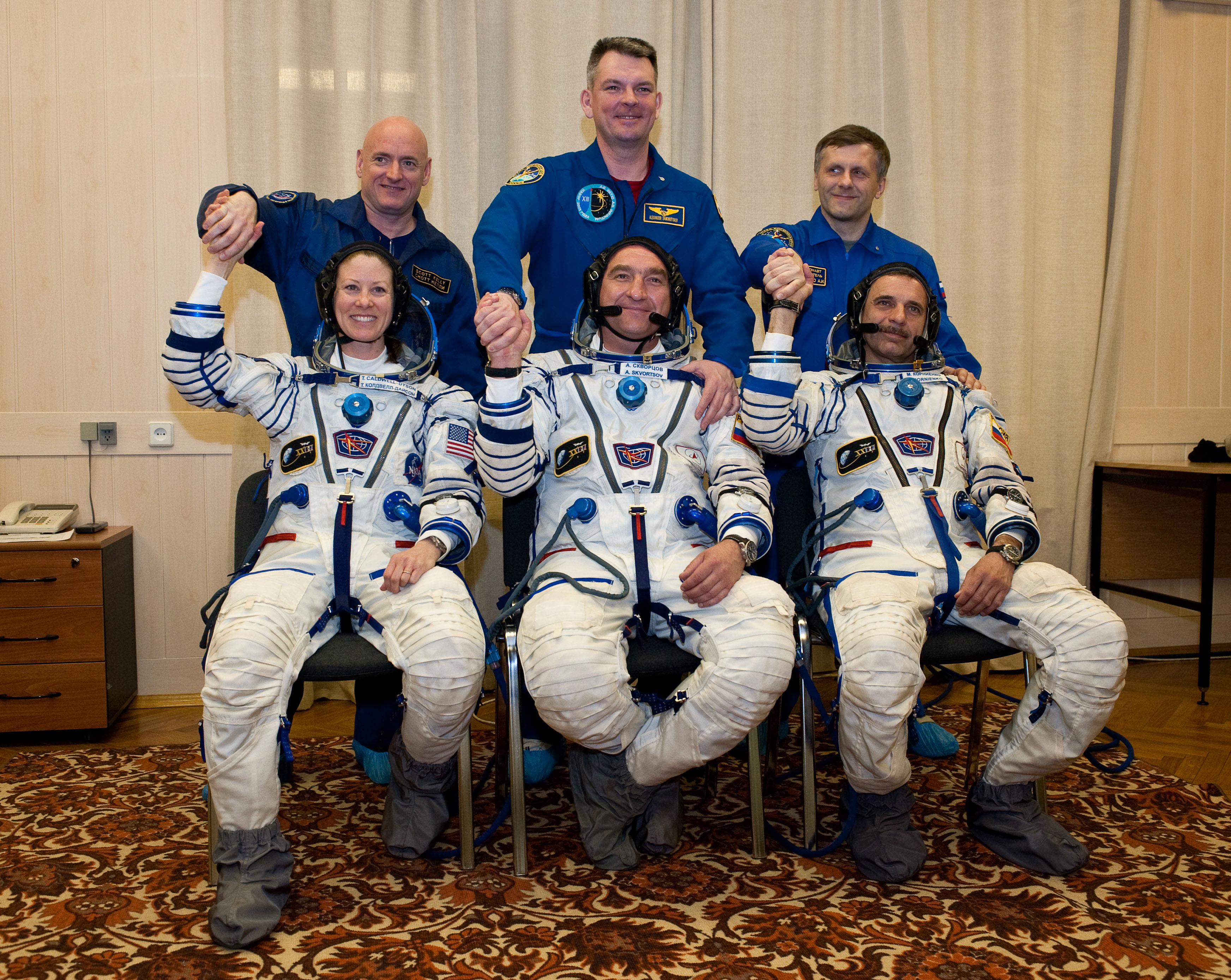
A tripulação da TMA-18 com seus reservas antes do lançamento.
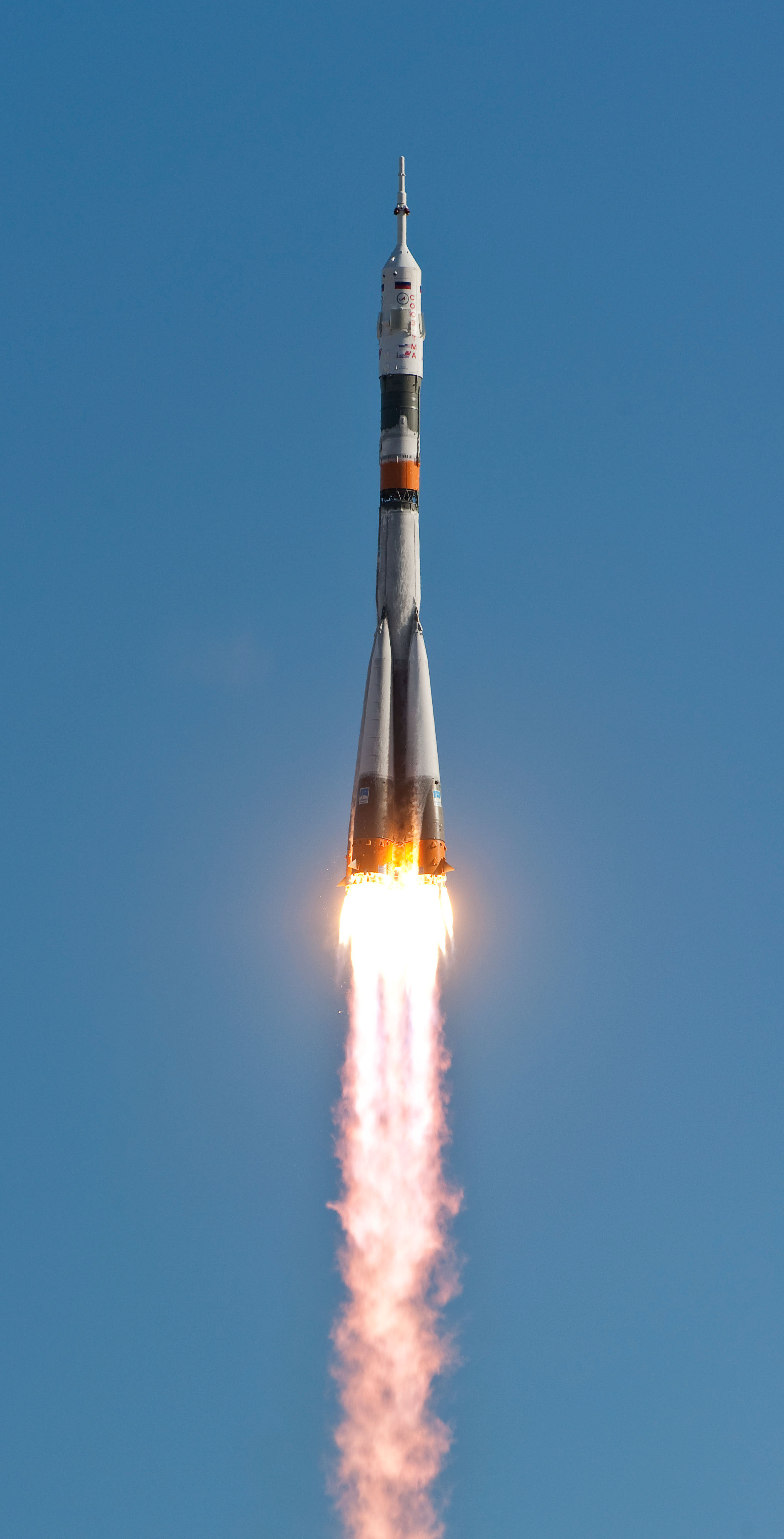
Lançamento em Baikonur.
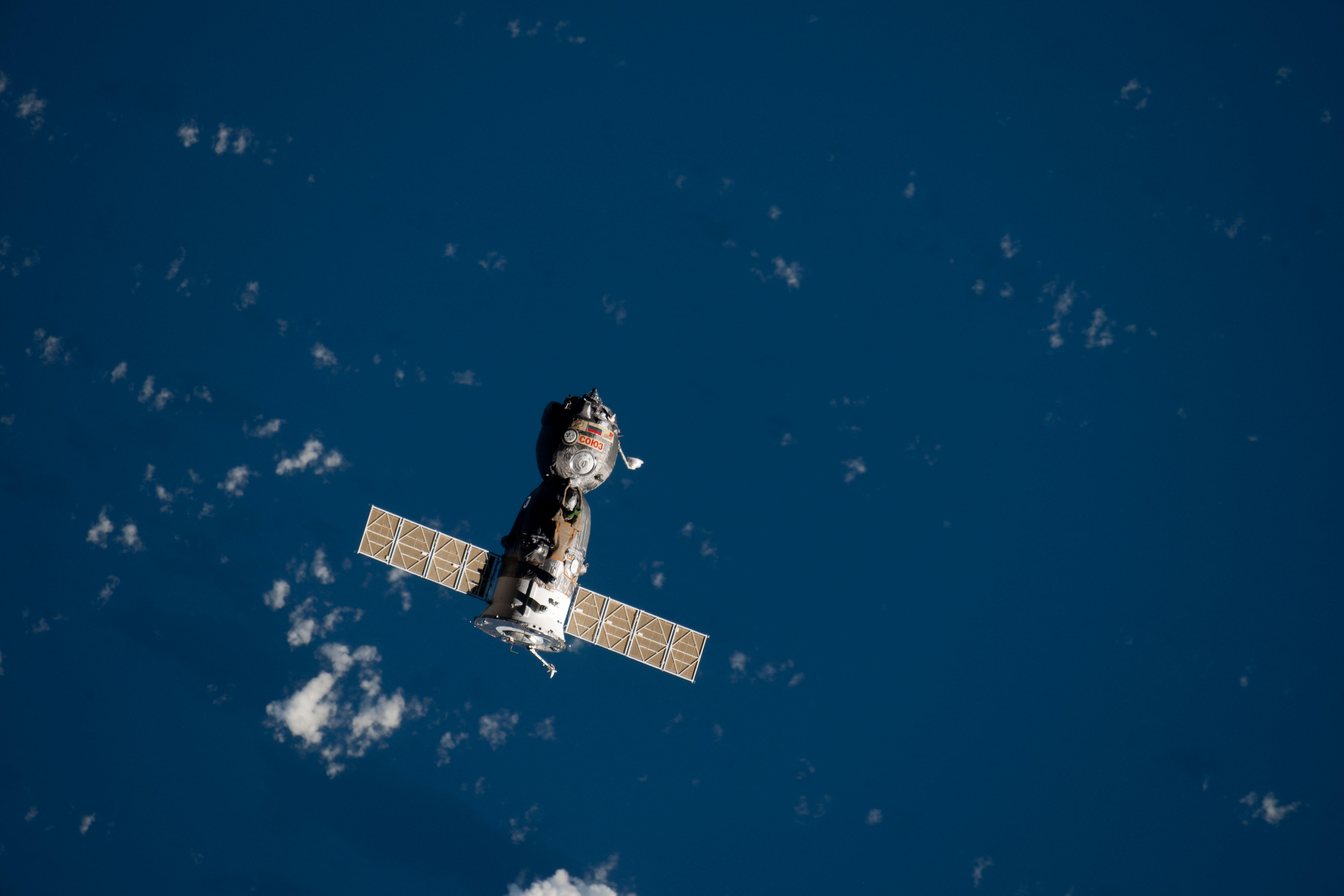
A TMA-18 separando-se da ISS após a desacoplagem
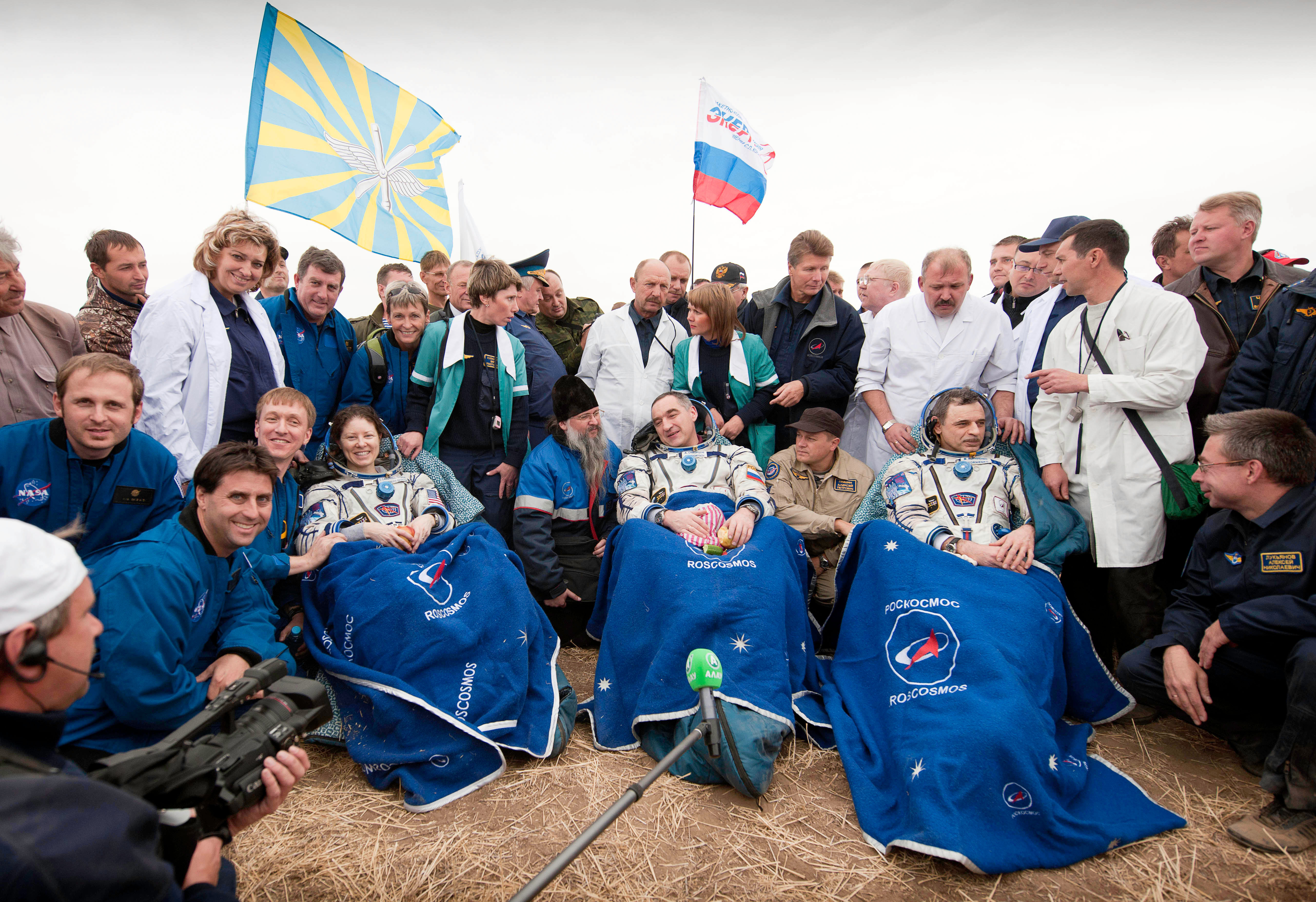
A tripulação com a equipe de recepção, pouco após pousar nas planícies do Casaquistão